# Utrpení (film)
Utrpení (případně též Muž v nesnázích; v anglickém originále Affliction) je americký film z roku 1997, který natočil režisér Paul Schrader podle vlastního scénáře. Předlohou mu byla stejnojmenná kniha (Affliction) od Russella Bankse z roku 1989.
Film je příběhem maloměstského policisty Wadea Whitehousea (Nick Nolte) z New Hampshiru. Ten je posedlý vyřešením údajné nehody při lovu jelenů, při níž zahynul bohatý muž Evan Twombley (Sean McCann). Jeho vyšetřování vede k řadě tragických událostí. Roli Wadeova bratra ve filmu ztvárnil Willem Dafoe, který je zároveň vypravěčem filmu. Dále v něm hráli Sissy Spacek, James Coburn, režisérova manželka Mary Beth Hurt a další. Nolte a Coburn byli za své role nominováni na Oscara, přičemž Coburn cenu nakonec i získal. Originální hudbu k filmu složil Michael Brook.
Schradera knižní předloha zaujalo ihned po přečtení první věty, přičemž po dočtení celé knihy ihned zakoupil od autora filmová práva. Uvedl, že se s postavami ve filmu do značné míry ztotožňoval, neboť sám měl velmi tvrdého otce a rovněž vyrůstal v zemi, kde byly velmi tvrdé zimy (jako v knize a filmu). Film byl natáčen v kanadském Québecu. Jeho premiéra proběhla 28. srpna 1997 na Benátském filmovém festivalu. Do amerických kin byl uveden až v lednu 1999. Snímku se dostalo pozitivního přijetí od kritiků.

## Obsazení
| Nick Nolte     | Wade Whitehouse           |
| James Coburn   | Glen Whitehouse           |
| Sissy Spacek   | Margie Fogg               |
| Willem Dafoe   | Rolfe Whitehouse          |
| Mary Beth Hurt | Lillian Whitehouse Horner |
| Brigid Tierney | Jill Whitehouse           |
| Holmes Osborne | Gordon LaRiviere          |
| Jim True-Frost | Jack Hewitt               |